# Kinh tế Đại Việt thời Lý
Kinh tế Việt Nam thời Lý phản ánh những vấn đề liên quan tới hoạt động kinh tế vào thời nhà Lý (1009-1225) trong lịch sử Việt Nam.

## Nông nghiệp

### Chế độ ruộng đất
- Ruộng công, gồm các loại:
  - Quốc khố điền là ruộng công của triều đình mà hoa lợi thu được dự trữ vào kho của vua để chi dùng cho hoàng cung. Người cày cấy trên ruộng của vua là người bị tù tội, có thân phận như nô tỳ.
  - Đồn điền là việc tổ chức khai hoang ven sông, ven biển thuộc đồng bằng sông Hồng, sông Mã, sông Lam. Lực lượng lao động chủ yếu ở đây là tù binh chiến tranh.[1]
  - Ruộng tịch điền là loại ruộng do triều đình trực tiếp quản lý, hoa lợi dùng cho triều đình. Hằng năm, nhà Lý vẫn duy trì cày ruộng tịch điền. Nhà Lý đặt ruộng tịch điền ở Bố Hải Khẩu, Ứng Phong và Lý Nhân.
  - Ruộng sơn lăng là loại ruộng dùng vào việc thờ phụng tổ tiên dòng họ nhà vua
  - Ruộng công làng xã là ruộng giao cho các làng xã quản lý, do những người lính nhàn thời bình về cày cấy (theo chính sách "ngụ binh ư nông"). Hoa lợi thu được từ ruộng này để nuôi quân.
  - Ruộng thác đao và ấp thang mộc là ruộng ban thưởng cho quan lại, công thần. Hai hình thức này chỉ dành cho 1 đời công thần, không truyền được cho con cháu và công thần cũng chỉ được hưởng phần thuế thu từ ruộng đó[2].
- Ruộng đất nhà chùa: Là đất đai do các nhà chùa quản lý,số ruộng đất đó chiếm số lượng khá lớn. Năm 1086 triều đình chia các chùa ra ba loại: đại danh lam, trung danh lam và tiểu danh lam[3].
- Ruộng tư: Chế độ sở hữu ruộng tư thời Lý khá phổ biến cũng như rất phát triển. Pháp luật cho phép các tầng lớp trong xã hội mua bán ruộng đất. Để ngăn chặn sự lấn chiếm của các nhà giàu có quyền thế, năm 1143 và 1015, Lý Anh Tông ra quy định cấm các nhà quyền thế được ngăn cấm xằng bậy người nghèo ngoài phạm vi ruộng ao của mình, làm trái thì có tội[4].

Việc đo đạc ruộng đất thời Lý đã xuất hiện, nhưng đơn vị đo lường tính chưa thống nhất; nơi tính theo mẫu, nơi tính bằng thước.

### Sản xuất nông nghiệp và làm thủy lợi
Nhà Lý áp dụng chính sách ngụ binh ư nông, cho binh lính thay nhau về làm ruộng, có tác dụng phát triển sản xuất nông nghiệp, sức lao động không bị thiếu. Binh sĩ thay nhau nghỉ 1 tháng 1 lần về cày ruộng tự cấp.
Ngoài ra, nhà Lý còn chú trọng việc trị thủy, đắp đê, nhất là vùng châu thổ sông Hồng. Năm 1077 và 1103, Lý Nhân Tông ra lệnh đắp đê sông Như Nguyệt dài 67.380 bộ. Năm 1108, triều đình tổ chức đắp đê Cư Xá (sông Hồng) từ Yên Phụ đến Lương Yên. Ngoài Thăng Long, đê điều cũng được tu tạo. Các công trình thủy lợi tiêu biểu thời Lý là việc đào sông Đản Nãi (Thanh Hóa) năm 1029, đào kênh Lãm (Ninh Bình) năm 1051, khơi sâu sông Lãnh Kinh năm 1089 và sông Tô Lịch năm 1192.
Nhờ sự quan tâm phát triển nông nghiệp và làm thủy lợi của nhà Lý, nước Đại Việt có thế đứng và phát triển khá vững chắc, đời sống nhân dân tương đối ổn định. Sử sách ghi nhận những năm được mùa lớn như: 1016, 1030, 1044, 1079, 1092, 1111, 1120, 1123, 1131, 1139, 1140.

## Thủ công nghiệp

### Thủ công nghiệp nhà nước
Những người thợ thủ công lao động cho triều đình gọi là thợ bách tác. Sản phẩm họ làm ra để phục vụ hoàng cung. Họ thực hiện việc đúc tiền, chế tạo binh khí, chiến thuyền và các đồ tơ lụa, quần áo cho vua quan.
Nguồn gốc thợ bách tác chủ yếu từ các tù binh, nhiều nhất là người Chiêm Thành, các tội nhân và các thợ thủ công được trưng tập về làm cho các quan xưởng.

### Thủ công nghiệp nhân dân
Người dân làm đồ thủ công nhằm phục vụ đời sống thường nhật hoặc để bán ở chợ theo nhu cầu thị trường. Thời Lý đã xuất hiện việc thuê mướn nhân công.
Nhìn chung, thủ công nghiệp thời Lý là bộ phận kết hợp với nông nghiệp, được làm trong các hộ gia đình, chủ yếu đáp ứng nhu cầu của sản xuất tiểu nông.

### Các ngành nghề
- Dệt: Nghề dệt tơ lụa khá phổ biến trong nhân dân, có nguồn thu khá lớn. Nghi Tàm là một trong những làng cổ có nghề dệt lụa tơ tằm phát đạt với bà tổ nghề là công chúa Quỳnh Hoa, con vua Lý Thái Tông.
- Đất nung và gốm sứ: Gạch, ngói được sản xuất với số lượng lớn để phục vụ cho việc xây thành quách và chùa chiền, bảo tháp. Gạch thời Lý có kích thước lớn, nhiều hình dạng phong phú. Hoa văn chủ yếu lá rồng, tượng Phật, hoa sen, hoa cúc. Gốm đàn gồm các sản phẩm thạp, thố, chậu, bát, đĩa,... có xương rắn chắc, lớp men màu xanh mát, trong bóng như thủy tinh, gọi là gốm men ngọc.
- Khai thác vàng: Hình thức khai thác chủ yếu là đãi vàng lộ thiên[6], nhất là ở vùng biên giới với Trung Quốc. Tại đây có nhiều người Tống sang làm thuê việc đãi vàng
- Đúc đồng: Đồng được sử dụng khá rộng rãi: đúc tượng, chuông, tiền, vũ khí và làm đồ dùng sinh hoạt. Theo ghi chép của Việt sử lược, triều đình đã tổ chức việc khai thác mỏ đồng ở Lạng châu năm 1198.
- Ngành nghề khác: Bao gồm in khắc gỗ, xây dựng, làm bia đá, nghề mộc, làm đồ mỹ nghệ, điêu khắc.

## Thương mại
Các đối tác chủ yếu của Đại Việt là Trung Quốc, Chiêm Thành, Trảo Oa tức đảo Java, Lộ Lạc tức vương quốc Lavo, Xiêm La - quốc gia vùng Mê Nam và Tam Phật Tề tức Srivijaya ở đảo Sumatra. Tại vùng biên giới, những người dân tộc thiểu số cũng qua lại buôn bán với nhau.
Thương cảng Vân Đồn có vị trí rất quan trọng cho hoạt động ngoại thương, nằm trên trục hàng hải từ Trung Quốc xuống các nước Đông Nam Á. Ngoài ra, nơi này còn thuận lợi cho việc đỗ tàu thuyền. Ngoài Vân Đồn, vùng biển Diễn châu cũng là nơi có hoạt động ngoại thương phát triển.
Hàng hóa xuất khẩu của Đại Việt chủ yếu là thổ sản; hàng nhập khẩu bao gồm giấy, bút, tơ, vải, gấm. Các thương nhân Đại Việt thường mua trầm hương của Chiêm Thành để bán lại cho thương nhân người Tống.
Hoạt động buôn bán trong nước được tạo điều kiện khá thuận lợi. Tuy nhiên, đối với ngoại thương, để bảo vệ an ninh quốc gia, nhà Lý chỉ cho phép thương nhân nước ngoài buôn bán ở một số điểm nhất định, chịu sự kiểm soát của triều đình – chính sách này tương tự như chính sách của nhà Tống.

## Tiền tệ
Đại Việt sử ký toàn thư cho thấy tiền đã được sử dụng và phát hành nhiều trong thời Lý Thái Tổ. Cả lương bổng lẫn tô thuế đều có thể trả bằng tiền.
Tiền do triều đình nhà Lý đúc ra không đáp ứng đủ nhu cầu lưu thông hàng hóa. Nhiều đồng tiền nhà Tống và thậm chí thời Đường vẫn được lưu hành trong nước. Sách sử Việt Nam không nói rõ quan hệ giữa các đơn vị tiền vào thời kỳ này và không phản ánh quan hệ giá trị giữa tiền Việt và tiền Tống lưu hành khi đó.